# Indobufen
Indobufen là một chất ức chế kết tập tiểu cầu. Nó hoạt động như một chất ức chế cyclooxygenase có thể đảo ngược.